# Georg Muche
Pour les articles homonymes, voir Muche.
Georg Muche, né le 8 mai 1895 à Querfurt et mort le 26 mars 1987 à Lindau, est un peintre, graveur et architecte allemand.

## Œuvre

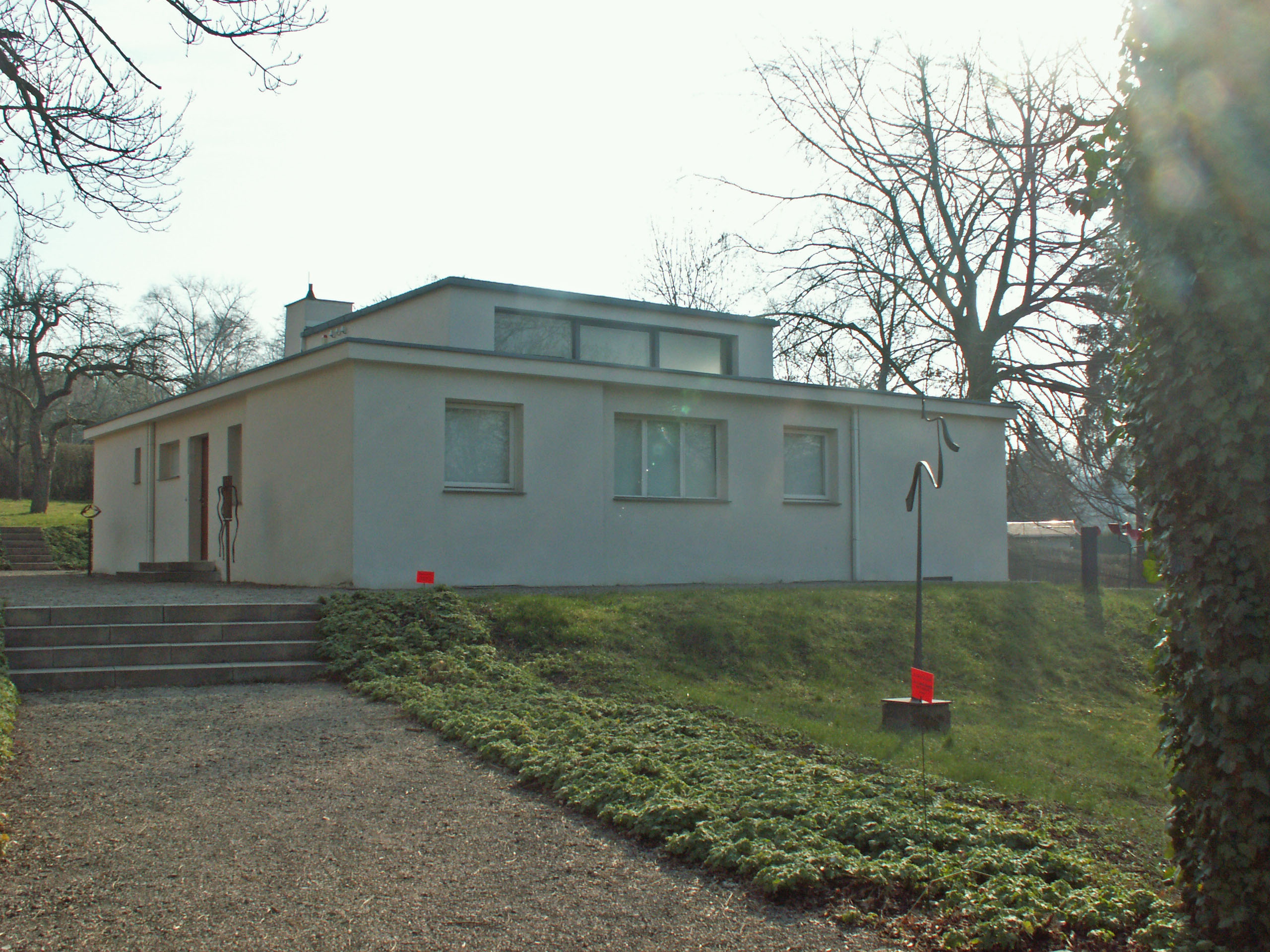
La Haus am Horn de Muche en style Bauhaus.